# Delfim Moreira Júnior
Delfim Moreira da Costa Ribeiro Júnior (Santa Rita do Sapucaí, 28 de setembro de 1904 — Santa Rita do Sapucaí, 20 de outubro de 1964) foi um político brasileiro. Exerceu o mandato de deputado federal constituinte por Minas Gerais em 1934 e foi ministro do Tribunal Superior do Trabalho.

## Vida Pessoal
Filho de Delfim Moreira da Costa Ribeiro, que foi presidente de Minas Gerais entre os anos de 1914 a 1918 e presidente da República de 1918 a 1919, e de Francisca Ribeiro de Abreu Moreira, estudou no Instituto Moderno de Educação e no Colégio Aldridge, no Rio de Janeiro.
Em seguida, ingressou na Faculdade Livre de Direito de Minas Gerais. Participou da campanha da Reação Republicana, enquanto ainda estava na graduação, movimento que impulsionou a candidatura de Nilo Peçanha à presidência da República, entre 1921 e 1922, em oposição à candidatura de Artur Bernardes, eleito em março de 1922. Formou-se em dezembro de 1926.
Moreira Júnior era casado com Lurdes de Andrade.

## Carreira Política
Em 1927, Delfim Moreira foi nomeado promotor de justiça em Santa Rita do Sapucaí, mas não exerceu a função, dedicando-se à advocacia em seu escritório particular.
Fundou o Santa Rita Jornal em 1929 e engajou-se no mesmo ano na campanha da Aliança Liberal (1929-1930), quando ajudou a organizar comícios e caravanas em vários municípios de Minas Gerais. Participou da campanha pela vitória de Getúlio Vargas nas eleições de março de 1930 para a presidência da República, recusando convite para integrar a Concentração Conservadora, movimento criado a partir de uma desavença do Partido Republicano Mineiro (PRM)  para apoiar as candidaturas de Júlio Prestes e Vital Soares, ambas apoiadas pelo governo federal. Após as eleições, fundou o Comitê Revolucionário Santa-Ritense, pregando até mesmo o recurso às armas para conseguir alcançar o poder. Em conseqüência, ficou sob severa vigilância do governo federal.
Incorporou-se como soldado às tropas da coluna da Força Pública de Minas Gerais, comandadas pelo capitão João Lemos da Silva, depois da deflagração do processo revolucionário em outubro de 1930. Após ser promovido a capitão, integrou o estado-maior da coluna. Quando as forças federais invadiram o sul de Minas Gerais, sob o comando de Abílio Resende, foram organizadas diversas investidas para prendê-lo, mas não obtiveram êxito.
Se elegeu em maio de 1933 deputado à Assembléia Nacional Constituinte pelo Partido Progressista (PP) mineiro, voltando às atividades políticas. Empossado em novembro, participou dos trabalhos constituintes e, após a promulgação da nova Carta (16/7/1934) e a eleição do presidente da República, teve o mandato prolongado até maio de 1935. Ainda na legenda do PP, foi eleito deputado federal por Minas Gerais em outubro de 1934. Exerceu o mandato até novembro de 1937, quando, com a instituição do Estado Novo, foram extintos todos os órgãos legislativos do país. Ingressou então na Justiça do Trabalho, tornando-se juiz do Tribunal Superior do Trabalho.
Moreira Júnior foi, também, professor de história do Brasil, de história da civilização e de educação física na escola normal oficial de Santa Rita, da qual ocupou o cargo de vice-diretor por de cinco anos. Fundou e foi secretário da Sociedade Filantrópica Santa-Ritense, delegado do Conselho Penitenciário e redator/diretor do Correio do Sul.